# Matisia castano
Matisia castano är en malvaväxtart som beskrevs av Karst. och Triana. Matisia castano ingår i släktet Matisia och familjen malvaväxter. Inga underarter finns listade i Catalogue of Life.